# Hyalodiscidae
Hyalodiscidae is een familie in de taxonomische indeling van de Amoebozoa. Deze micro-organismen hebben geen vaste vorm en hebben schijnvoetjes. Met deze schijnvoetjes kunnen ze voortbewegen en zich voeden.